# Odeon-Budokan
Odeon-Budokan es un álbum en vivo por el músico canadiense Neil Young, publicado el 1 de septiembre de 2023 por el sello discográfico estadounidense Reprise Records.

## Grabación
Las canciones del lado A se grabaron durante la parada de la gira el 31 de marzo de 1976 en el Hammersmith Odeon de Londres, mientras que el lado B se grabó en el Nippon Budokan de Tokio dos semanas antes, el 10 y 11 de marzo; todas las canciones se grabaron el 10 de marzo con la excepción de «Cowgirl in the Sand».
En entrevistas, la banda recuerda con cariño la gira. En una entrevista de 1979 con Cameron Crowe para Rolling Stone, el bajista Billy Talbot recuerda: “Tocamos en Inglaterra, Japón, en todas partes excepto en Estados Unidos. Fue una época idílica, hombre, Neil era simplemente brillante. Teníamos una banda otra vez. Nos escuché tocar como si supiera que nadie más podía tocar. Seguí pensando... ¿Tenemos una banda o qué? No creo que hayamos terminado esa gira todavía. Tengo esta cinta de Japón. Comparada con esta cinta, Zuma suena como un grupo de tipos durmiendo en sillones grandes y gordos, fumando en pipas. Siempre que me siento deprimido, escucho esa cinta”. El guitarrista Frank “Poncho” Sampedro agrega: “En algunos shows, Neil se vuelve loco con la guitarra. Muy loco”. Sampedro recuerda el recibimiento de los aficionados en Shakey: “Japón fue increíble. Nos saludaron como a los Beatles”.
En una entrevista de Uncut de 2020 con Michael Bonner, Sampedro relata haber tenido alucinaciones durante la presentación del 11 de marzo en Japón: “Billy y yo tomamos ácido en el último show en el Budokan. Le dije: ‘No se lo digas a nadie, solo tú y yo, amigo’”. Él continúa en una entrevista con Aquarium Drunkard: “Billy y yo tomamos ácido porque esa noche, después del espectáculo, volábamos a Copenhague. No queríamos llevar ninguna droga con nosotros y yo tenía dos pastillas de ácido. Cada uno de nosotros tomamos una. Fue tan gracioso... Todo estaba empezando a volverse loco. Patrones psicodélicos y mierda volando por ahí. No hablé con nadie en toda la noche en el escenario. Mantuve los ojos cerrados la mayor parte del tiempo. Sólo un par de veces los abrí. La primera vez fue horrible. Golpeé las cuerdas de mi guitarra y las vi rebotar en el suelo y subir al techo con los colores del arcoíris. Pensé: ‘Oh, mierda.’ ¡Seguía sintiéndolas en mi brazo! Las vibraciones que salían de las cuerdas.

## Producción e historial de lanzamiento
El álbum estuvo disponible por primera vez en CD en la caja recopilatoria Archives Volume II, lanzada en 2020. El lanzamiento independiente de 2023 estuvo disponible solo en vinilo. El álbum casi se lanzó en 2019 antes del segundo volumen de la serie Archives de Young, pero el artista decidió lanzar Tuscaloosa en su lugar.
Odeon-Budokan fue recopilado por primera vez para su lanzamiento en 1976 por el productor David Briggs, pero fue archivado en favor de otros proyectos. Incluye las canciones inéditas «Too Far Gone», «Stringman» y «Lotta Love». Durante el final de «The Old Laughing Lady», Young canta letras adicionales, tituladas «Guilty Train», como solía hacer en 1976.
Los conciertos de Tokio y Londres que aparecen en el álbum también fueron filmados profesionalmente. Se hizo un vídeo promocional de la banda interpretando «Like a Hurricane» frente a una máquina de viento en el Hammersmith Odeon. El vídeo fue presentado en la serie de televisión The Midnight Special el 10 de junio de 1977. También apareció en ediciones pirata una recopilación en vídeo de varias otras actuaciones de los conciertos, con una lista de canciones diferente a la del álbum. Dos canciones acústicas adicionales de los conciertos aparecen en el Disco 9 de Archives Volume II, «Midnight on the Bay» y una versión en banjo de «Mellow My Mind». El día después de la presentación en vivo, se grabaron sobregrabaciones en los estudios CBS de Londres para «Stringman», que casi se lanzó en Chrome Dreams en 1977.

## Lista de canciones
Todas las canciones escritas y compuestas por Neil Young, excepto donde esta anotado. 
| Lado uno |                         |          |  |
| N.º      | Título                  | Duración |  |
| 1.       | «The Old Laughing Lady» | 5:54     |  |
| 2.       | «After the Gold Rush»   | 4:28     |  |
| 3.       | «Too Far Gone»          | 3:17     |  |
| 4.       | «Old Man»               | 3:48     |  |
| 5.       | «Stringman»             | 3:46     |  |

| Lado dos |                                      |          |  |
| N.º      | Título                               | Duración |  |
| 1.       | «Don't Cry No Tears»                 | 3:12     |  |
| 2.       | «Cowgirl in the Sand»                | 4:55     |  |
| 3.       | «Lotta Love» (Young, Frank Sampedro) | 2:57     |  |
| 4.       | «Drive Back»                         | 4:36     |  |
| 5.       | «Cortez the Killer»                  | 7:03     |  |

## Posicionamiento
| Gráfica (2023)                | Pico de posición |
| ----------------------------- | ---------------- |
| Alemania (Offizielle Top 100) | 45               |
| Hungría (MAHASZ)              | 28               |